# ییگر (کنتاکی)
ییگر (به انگلیسی: Yeager) یک منطقهٔ مسکونی در ایالات متحده آمریکا است که در شهرستان پایک، کنتاکی واقع شده‌است. ییگر ۲۳۰٫۱۳ متر بالاتر از سطح دریا واقع شده‌است.